# Mihael Prevc
Mihael Prevc, slovenski politik, poslanec, geograf, zgodovinar in pedagog, * 30. september 1957, Dražgoše.
Je nekdanji poslanec Državnega zbora Republike Slovenije iz vrst Nove Slovenije.

## Življenjepis

### Politika
13 let je bil župan Železnikov.

#### Poslanec Državnega zbora RS (2004-2008)
Mihael Prevc, član Slovenske ljudske stranke, je bil leta 2004 izvoljen v Državni zbor Republike Slovenije; v tem mandatu je bil član naslednjih delovnih teles:
- Komisija po Zakonu o nezdružljivosti opravljanja javne funkcije s pridobitno dejavnostjo (namestnik člana),
- Odbor za lokalno samoupravo in regionalni razvoj,
- Odbor za zdravstvo in
- Odbor za kulturo, šolstvo in šport.

#### Poslanec Državnega zbora RS (2011-2014)
Na državnozborskih volitvah leta 2011 je kandidiral na listi SLS; s potrditvijo poslanskega mandata mu je avtomatično prenehala funkcija župana Občine Železniki.

#### Poslanec Državnega zbora RS (2020- )
Ob nastopu Mateja Tonina na mesto ministra za obrambo, 13. marca 2020, je Prevc zasedel mesto nadomestnega poslanca v poslanski skupini Nove Slovenije.
Je član naslednjih odborov in komisij:
- Odbor za gospodarstvo (član)
- Odbor za infrastrukturo, okolje in prostor (podpredsednik)
- Odbor za notranje zadeve, javno upravo in lokalno samoupravo (član)
- Preiskovalna komisija o ugotavljanju zlorab v zadevi Franc Kangler in drugi (namestnik člana)
- Ustavna komisija (član)

### Zasebno
Je stric Petra, Domna, Ceneta in Nike Prevc.